# Bushdoktrinen

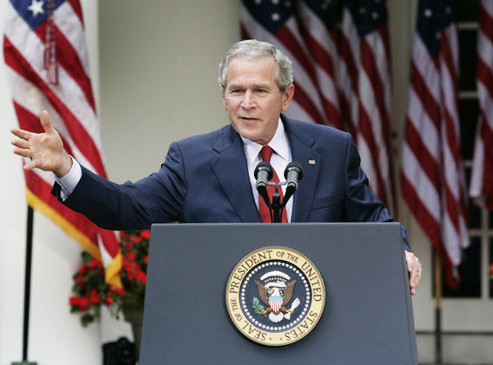
President Bush håller tal 2006 om Iran och Nordkorea.

Bushdoktrinen kallas USA:s utrikespolitik efter terroristattackerna i USA den 11 september 2001. Doktrinen omfattar unilateralism, spridandet av demokrati (särskilt i Mellanöstern) och förebyggande anfall. Doktrinen är namngiven efter George W. Bush (R), USA:s president mellan 2001 och 2009. Den demokratiska fredsteorin har använts som argument för spridandet av demokrati i enlighet med doktrinen.